# Campionato maltese di baseball
Il campionato maltese di baseball è il campionato organizzato dalla Malta Association Baseball e Softball dell'isola di Malta, la stagione regolare viene praticata da settembre a marzo, mentre i play-off vengono giocati ad aprile.
È suddiviso in due leghe, una chiamata National league, comprendente quattro squadre e una di livello inferiore denominata National League 2nd Division.
Tutte le partite dei vari campionati vengono giocate al Marsa Field, il campo da baseball regolamentare di Malta.
Dal 2009 il campionato verrà incorporato nel campionato italiano di baseball e le varie squadre maltesi verranno distribuite, in base alle capacità di gioco nelle varie categorie italiane.

## Squadre iscritte alla National League
- Gozo Tornadoes
- Devils Baseball Club Malta
- Mustangs
- Mellieha Northenders

### Classifica 2008
|    | Squadra              | Giocate | Vinte | Pct.  | partite di distanza |
| -- | -------------------- | ------- | ----- | ----- | ------------------- |
| 1. | Mellieha Northenders | 6       | 6     | 1.000 | -                   |
| 2. | Devils               | 6       | 3     | .500  | 3                   |
| 3. | Mustangs             | 6       | 3     | .500  | 3                   |
| 4. | Gozo Tornadoes       | 6       | 6     | .000  | 6                   |

### Play off 2008
Nei play-off 2008 Si affrontano le prime due del campionato e si scontrano in una serie di tre partite di finale che decretano il campione di Malta.

### Albo d'oro
- 93/94 Marsa Slammers
- 94/95 Mellieha Northenders
- 95/96 Marsa Mustangs
- 96/97 Mellieha Northenders
- 97/98 Mellieha Northenders
- 98/99 Marsa Mustangs
- 99/2000 Mellieha Northenders
- 2001 Gozo Tornadoes
- 2002 Gozo Tornadoes
- 2003 Gozo Tornadoes
- 2004 Mellieha Northenders
- 2005 Mellieha Northenders
- 2006 Mellieha Northenders
- 2007 Mellieha Northenders
- 2008 Gozo Tornadoes

## Squadre Iscritte in National League seconda divisione
- Mellieha Rookies
- Mavericks
- Sting